# Olympische Jugend-Sommerspiele 2018/Teilnehmer (Südkorea)
| Gelbes Symbol für Goldmedaillen mit stilisierten Olympischen Ringen | Graues Symbol für Silbermedaillen mit stilisierten Olympischen Ringen | Braundes Symbol für Bronzemedaillen mit stilisierten Olympischen Ringen |
| ------------------------------------------------------------------- | --------------------------------------------------------------------- | ----------------------------------------------------------------------- |
| 1                                                                   | 4                                                                     | 7                                                                       |

Die Jugend-Olympiamannschaft aus Südkorea für die III. Olympischen Jugend-Sommerspiele vom 6. bis 18. Oktober 2018 in Buenos Aires (Argentinien) bestand aus 28 Athleten.

## Athleten nach Sportarten

### Bogenschießen
| Mädchen - Son Ye-ryeong Einzel: Bronze Mixed: 17. Platz (mit Dan Thompson Vereinigtes Königreich) | Jungen - Song In-jun Einzel: 7. Platz Mixed: 17. Platz (mit Radia Akther Shapla Bangladesch) |

### Breakdance
Mädchen
- Kim Ye-ri "Yell"
Einzel: Bronze 
Mixed: 6. Platz (mit Jordan Smith "Jordan"  Südafrika)

### Fechten
| Mädchen - Im Tae-hi Degen Einzel: 8. Platz Mixed: 5. Platz (im Team Asien-Ozeanien 2) - Lee Ju-eun Säbel Einzel: Bronze Mixed: Silber (im Team Asien-Ozeanien 1) | Jungen - Hyeon Jun Säbel Einzel: Silber Mixed: Silber (im Team Asien-Ozeanien 1) |

### Golf
Jungen
- Park Sang-ha
Einzel: 16. Platz
Mixed: 8. Platz (mit Ribka Vania  Indonesien)

### Inline-Speedskating
Jungen
- Cheon Jong-jin
Kombination: 7. Platz

### Judo
Mädchen
- Kim Ju-hui
Klasse bis 63 kg: Bronze 
Mixed: 9. Platz (im Team Seoul)

### Leichtathletik
Jungen
- Lee Seong-yun
5 km Gehen: 10. Platz

### Schießen
Jungen
- Seong Yun-ho
Luftpistole 10 m: Silber 
Mixed: 20. Platz (mit Doua Chalghoum  Tunesien)

### Schwimmen
- 4 × 100 m Freistil Mixed: 16. Platz

| Mädchen - Yun Eun-sol 100 m Brust: 17. Platz 200 m Brust: 7. Platz 200 m Lagen: 9. Platz - Wang Hui-song 100 m Brust: 25. Platz 200 m Brust: Bronze | Jungen - Lee Yu-yeon 50 m Freistil: 9. Platz 100 m Freistil: 5. Platz 200 m Freistil: 8. Platz - Park Jeong-hun 100 m Schmetterling: 12. Platz 200 m Schmetterling: 5. Platz |

### Sportklettern
Jungen
- Jang Dong-hyeon
Kombination: 8. Platz
- Eom Seong-min
Kombination: 10. Platz

### Taekwondo
| Mädchen - Gang Mi-reu Klasse bis 44 kg: Silber - Lee Ye-ji Klasse bis 49 kg: Bronze | Jungen - Im Seong-bin Klasse bis 48 kg: Bronze - Kim Gang-min Klasse bis 55 kg: Silber - Cho Won-hui Klasse bis 63 kg: Gold |

### Tischtennis
| Mädchen - Choi Hae-eun Einzel: 17. Platz Mixed: 9. Platz | Jungen - Jo Dae-seong Einzel: 17. Platz Mixed: 9. Platz |

### Triathlon
Mädchen
- Lee Jeong-won
Einzel: 19. Platz
Mixed: 10. Platz (im Team Asien 1)

### Turnen

#### Gymnastik
| Mädchen - Lee Yun-seo Einzelmehrkampf: 13. Platz Boden: 25. Platz Pferd: 27. Platz Stufenbarren: 5. Platz Schwebebalken: 23. Platz Mixed: 5. Platz (im Team Lila) | Jungen - Byeon Seong-won Einzelmehrkampf: 32. Platz Boden: 15. Platz Pferd: 25. Platz Barren: 27. Platz Reck: 26. Platz Ringe: 30. Platz Seitpferd: 33. Platz Mixed: 10. Platz (im Team Braun) |

#### Rhythmische Sportgymnastik
Mädchen
- Lee So-yun
Einzel: 26. Platz
Mixed: 12. Platz (im Team Hellgrün)